# Norddjurs
Norddjurs is een gemeente in de Deense regio Midden-Jutland. De gemeente telt 38.099 inwoners (2017).
Bij de herindeling van 2007 werden de volgende gemeentes samengevoegd tot Norddjurs: Grenaa, Nørre Djurs, Rougsø, Sønderhald.

## Plaatsen in de gemeente
| - Allingåbro - Ålsrode - Auning - Anholt (eiland) - Bønnerup Strand - Fjellerup - Gjerrild - Gjesing - Glesborg - Grenaa - Holbæk | - Lyngby - Nørager - Ørsted - Ørum - Øster Alling - Ramten - Stenvad - Trustrup - Vivild - Voldby |

## Geboren
- Anders Fogh Rasmussen (Ginnerup, 1953), secretaris-generaal van de NAVO (2009-2014)

Aarhus · Favrskov · Hedensted · Herning · Holstebro · Horsens · Ikast-Brande · Lemvig · Norddjurs · Odder · Randers · Ringkøbing-Skjern · Samsø · Silkeborg · Skanderborg · Skive · Struer · Syddjurs · Viborg
- International Standard Name Identifier: 0000 0004 4662 6463
- MusicBrainz: 77827fa8-1551-4a9c-a78a-292e0552d845